# Eleonora Gonzaga (1630-1686)

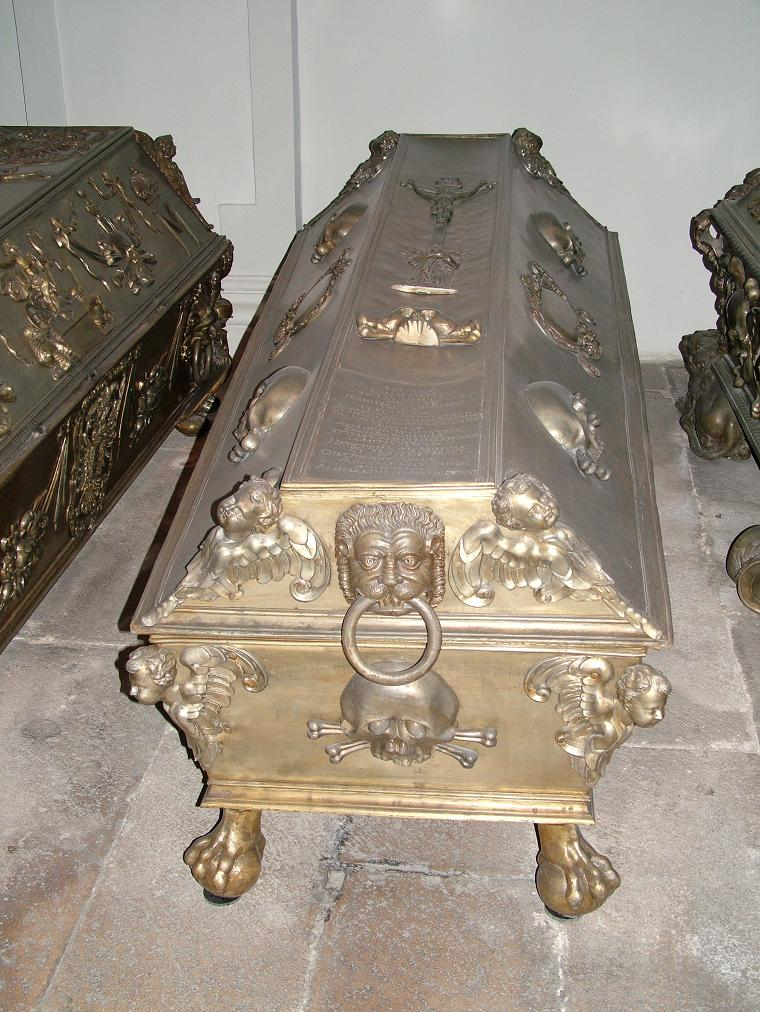
Graf van Eleonora Gonzaga

Eleonora Maddalena Gonzaga (Mantua, 18 november 1630 — Wenen, 6 december 1686) was prinses van Mantua. Ze was een dochter van hertog Carlo II Gonzaga van Nevers en Rethel en diens vrouw Maria Gonzaga.

## Familie
Ze huwde op 30 april 1651 te Wiener Neustadt met de 22 jaar oudere keizer Ferdinand III van het Heilige Roomse Rijk (1608-1657) en werd daarmee zijn derde vrouw. Uit dit huwelijk kwamen vier kinderen voort:
- Theresia Maria Jozefa (1652-1653)
- Eleonora Maria Jozefa (1653-1697); ∞ I (1670) koning Michaël van Polen (1640-1673); ∞ II (1678) hertog Karel V van Lotharingen (1643-1690)
- Maria Anna Jozefa (1654-1689); ∞ (1678) paltsgraaf Johan Willem van Neuburg (1658-1716), later keurvorst van de Palts
- Ferdinand Jozef Aloysius (1657-1658)

## Culturele invloed
Eleonora was een ontwikkelde en vrome vrouw. Ze schreef gedichten, leidde een literaire vereniging en bevorderde het culturele leven in Wenen. Hoewel ze Rooms-katholiek was, stimuleerde ze ook protestante schrijvers. Daarnaast stichtte ze verschillende kloosters, waaronder het ursulinenklooster in Wenen. Na de dood van haar man in 1657 bleef zij zowel cultureel als religieus actief. Zo was zij onder meer verantwoordelijk voor de uitbreiding van de leopoldinische vleugel van de Hofburg na een brand in 1668.

## Stichter van Orden
In 1662 stichtte zij een Damesorde, de Orde van de Slavinnen van de Deugd.
Zes dagen na de brand in 1668 werd een kruis waarop relikwieën waren aangebracht, waaronder een "splinter van het kruis waaraan Jezus was gestorven", ongeschonden in de as teruggevonden. De Habsburgers hielden dit voor een wonder en besloten de Orde van het Sterrenkruis in te stellen die aan dit mirakel herinnert.
Er werd een processie gehouden en de prins-aartsbisschop van Wenen maakte een proces-verbaal van het "wonder" op. Paus Clemens IX publiceerde in zijn bul "Redemtoris et Domini nostri" de erkenning door de Heilige Stoel en de bijzondere privileges van de Orde. Op 18 september 1668 verklaarde de keizerin-weduwe de "Hoge Beschermvrouwe" van de Orde te zijn.

## Onderscheidingen en eerbetoon
- Groot-Dame van de Orde van de Slavinnen van de Deugd
- Hoge Beschermvrouwe van de Orde van het Sterrenkruis

## Dood
Eleonora overleed op 56-jarige leeftijd en werd bijgezet in de keizerlijke grafkelder te Wenen.
- Gemeinsame Normdatei: 118883542
- International Standard Name Identifier: 0000 0003 5790 8741
- Nationale Bibliotheek van Tsjechië: jo2004214957
- Istituto Centrale per il Catalogo Unico: SBNV027505
- Système universitaire de documentation: 196258545
- Virtual International Authority File: 202938166
- WorldCat: E39PBJpDMq8GdMgKKf4JgCW7HC